# Католическая Лига (США)
Католическая Лига религиозных и гражданских прав (англ. Catholic League for Religious and Civil Rights) — американская общественная организация, ставящая своей целью защиту католицизма от диффамации и дискриминации. Официально не связана с Католической церковью.
Известна своими выступлениями в средствах массовой информации против фильмов «Последнее искушение Христа», «Золотой компас», «Код да Винчи», «Догма», эпизодов «Южный парк», некоторых телевизионных ток-шоу.

## Обзор
Лига была основана в 1973 году иезуитом отцом Virgil C. Blum
С 1993 года президентом Лиги являет Билл Донохью, который имеет небольшой штат сотрудников. Обычно именно он озвучивает позицию Лиги по поводу различных публичных проектов, в которых Лига видит
оскорбление религиозных чувств католиков. Вместе с тем избегает споров по теологическим темам.
Лига выпускает журнал Catalyst (Катализатор), различные отчёты (например Папа Римский Пий XII и Холокост), брошюры, книги и ежегодный отчёт об антикатолицизме в СМИ.
Главный офис Лиги находится в штаб-квартире католической епархии Нью-Йорка, и Лига часто выполняет работу, преимущественно информационного плана для епархии. Несмотря на то, что Лига не является официальной структурой католической церкви, она пользуется поддержкой католических иерархов. На сайте Лиги цитируется заявления архиепископов Нью-Йорка, Лос-Анджелеса, Денвера и Бостона, в которых одобряется деятельность Лиги и имеются призывы к католикам стать членами Лиги.
По исследованию газеты Нью-Йорк таймс, если в 1993 году членам Лиги были лишь 11 тысяч человек, то в настоящее время в Лиги более 230 000 членов, которые регулярно платят членские взносы, что вместе с членами, неплатящими взносы, составляет более 350 000 человек. В результате Лига имеет серьёзную финансовую опору (в 2005 году её бюджет составил более 2 650 000 долларов). Ежегодные пожертвования позволяют членам Лиги получать печатную версию Catalyst, который так же бесплатно доступен на сайте организации.
В политическом плане Лига декларирует свою нейтральную позицию, в том числе принимает участие как в консервативных, так и либеральных проектах, поддерживаемых Католической церковью. Вместе с тем Уильям Донохью вместе с лидерами консервативных протестантских организации в 2005 году принял участие в качестве одного из основных докладчиков в ежегодном собрании Justice Sunday, где назвал демократов противниками верующих.